# یارا قاقیش
یارا قاقیش (انگلیسی: Yara Kakish؛ زادهٔ ۲۱ اوت ۱۹۹۱) جوجیتسوکار زن اهل اردن است.
وی در مسابقات کشوری و بین‌المللی در مجموع برندهٔ ۱ مدال برنز شده‌است.